# Droga krajowa B9 (Austria)
Droga krajowa B9 (Preßburger Straße) (pl. Droga Bratysławska) – droga krajowa we wschodniej Austrii łącząca przedmieścia słowackiej Bratysławy z Wiedniem. Arteria jest jedno-jezdniowa. Trasa biegnie równolegle do Dunaju. Od węzła z Autostradą Wschodnią prowadzi wzdłuż niej. Droga B9 kończy się w Wiedniu na skrzyżowaniu Brucker Straße. Do 20 listopada 2007, czyli do dnia otwarcia autostrady A6, B9 była fragmentem trasy europejskiej E58.